# Bur Kalaberut
Bur Kalaberut är ett berg i Indonesien.   Det ligger i provinsen Sumatera Utara, i den västra delen av landet, 1 500 km nordväst om huvudstaden Jakarta. Toppen på Bur Kalaberut är 872 meter över havet.
Terrängen runt Bur Kalaberut är kuperad åt sydväst, men åt nordost är den bergig.  Trakten runt Bur Kalaberut är nära nog obefolkad, med mindre än två invånare per kvadratkilometer. I omgivningarna runt Bur Kalaberut växer i huvudsak städsegrön lövskog.